# Laboratoire de recherches balistiques et aérodynamiques

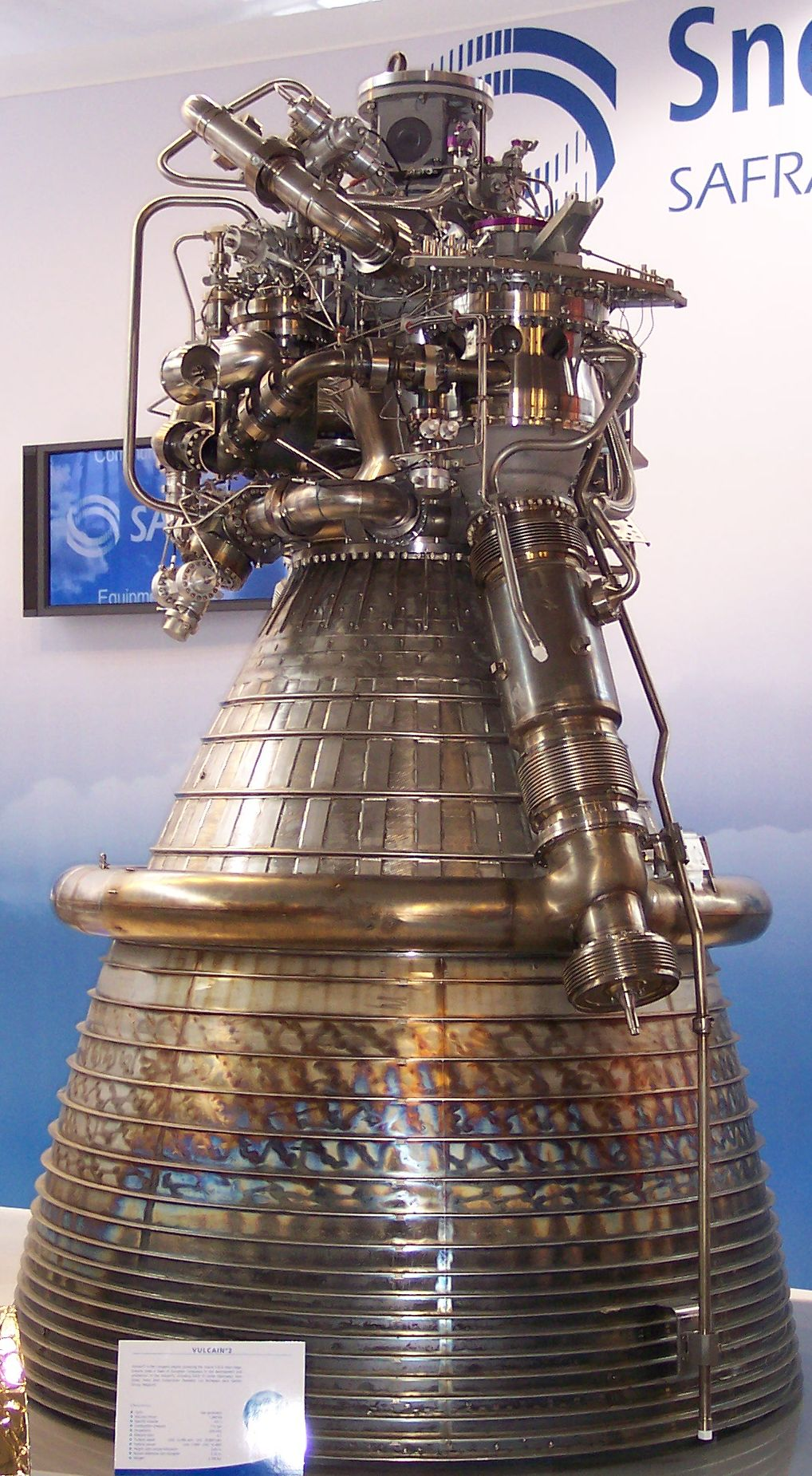
Moteur Vulcain 2.

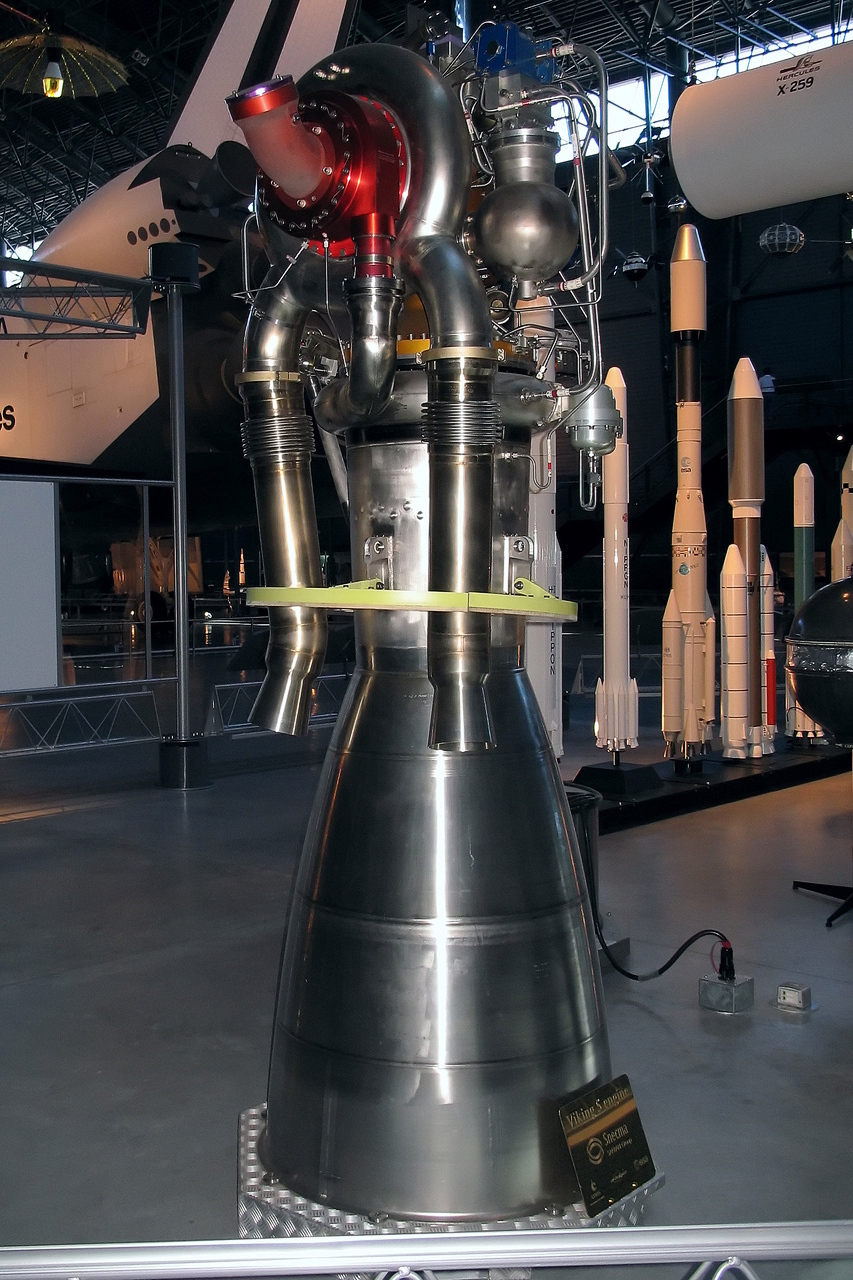
Viking 5C.

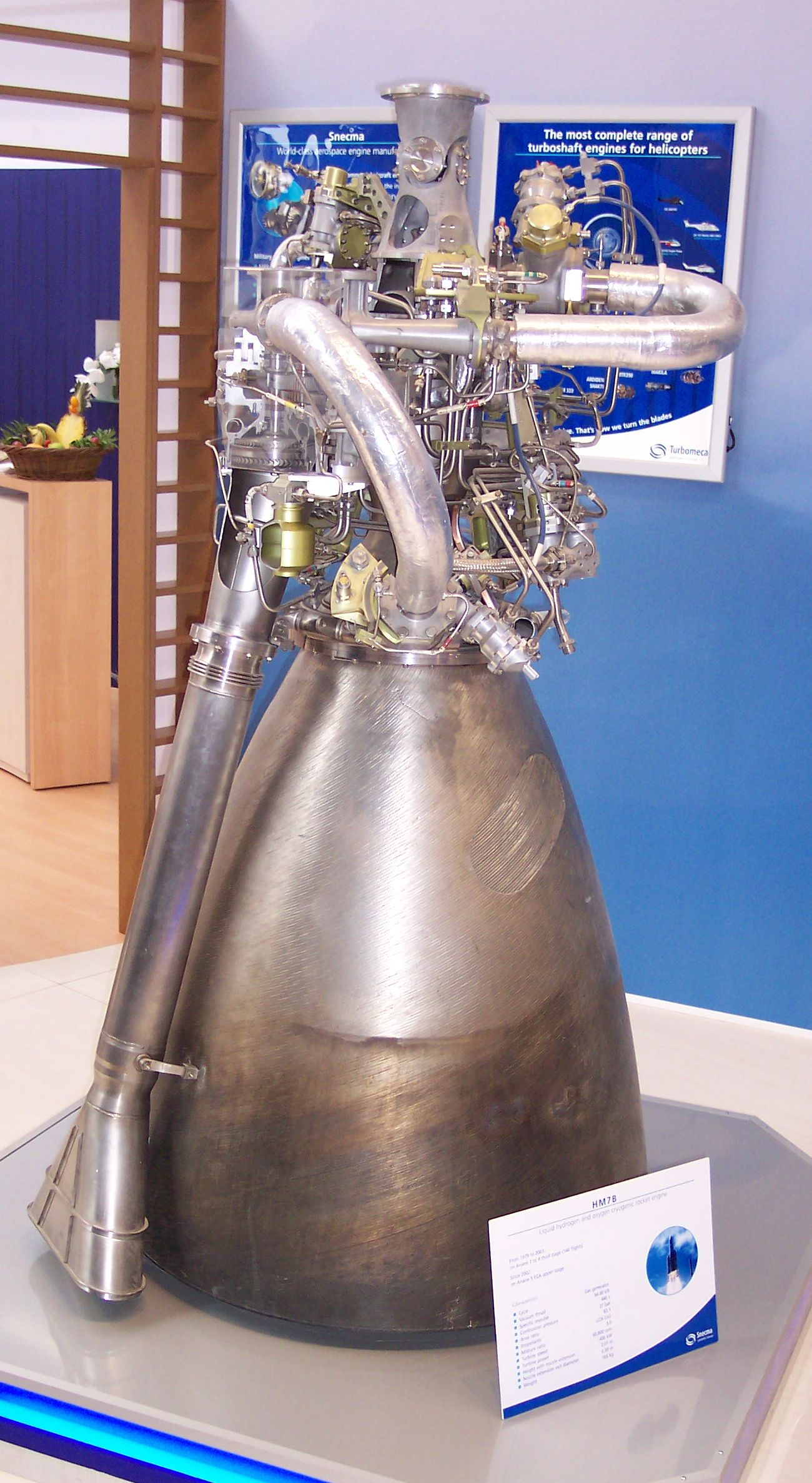
Moteur HM-7B.

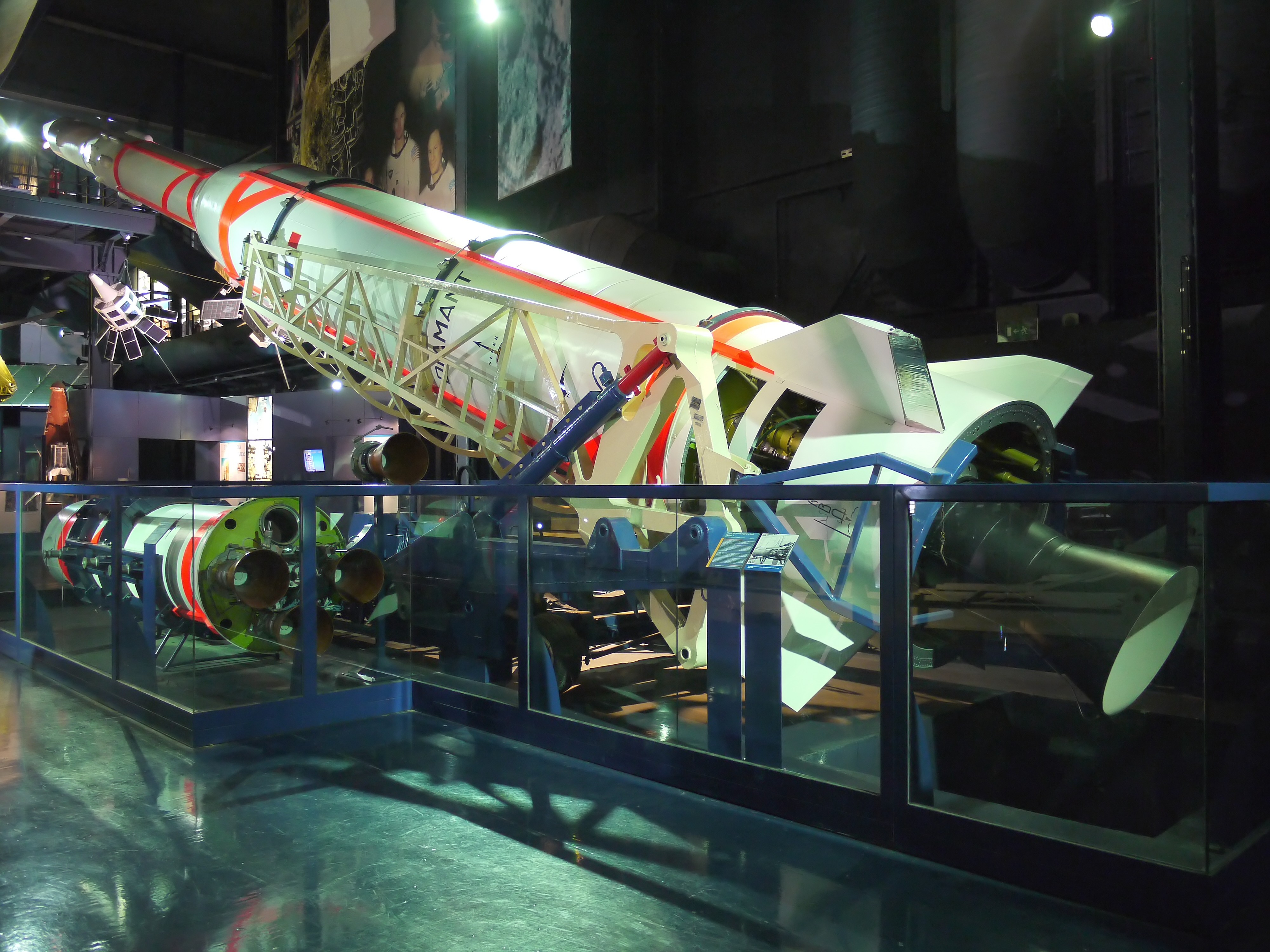
La fusée Diamant-A premier lanceur spatial français : longueur 19 m, masse 18.5 tonnes.

Le Laboratoire de recherches balistiques et aérodynamiques (LRBA) est un ancien établissement de la direction des études et fabrications d'armement situé à Vernon, dans l'Eure. Le laboratoire a eu un rôle majeur pour le développement des premiers moteurs-fusées français à ergols liquides, pour les fusées-sondes, les fusées expérimentales et les lanceurs Diamant. Le site est fermé en 2013 mais ensuite repris par le Plateau de l’Espace, du nom de la Société publique locale, qui fonde le Campus de l’Espace.

## Présentation rapide
Centre d'Expertise, le LRBA était :
- site pilote pour les systèmes de navigation,
- site référent pour les systèmes de missiles.

Il contribuait à ce titre aux grands projets de défense, en assistant la maîtrise d'ouvrage des directions de programme militaire et en contribuant à la conception de l'outil de défense pour ces deux domaines d'expertise :
- la cohérence de la chaîne globale de précision,
- la cohérence performances/emplois des systèmes de missiles.

Ses domaines de compétence couvraient :
- les performances des systèmes de navigation,
  - la radionavigation (GPS, Galileo),
  - la géolocalisation,
  - les performances des systèmes hybridés (inertie + GPS + vision +...),
  - la visée stellaire,
  - les techniques de recalages et les filtres de navigation,
  - les performances de l'alignement des centrales inertielles,
  - les nouvelles technologies de la navigation (senseurs et centrales),
- les performances des systèmes de missiles,
  - l'architecture systèmes
  - les missiles stratégiques, composante balistiques et aéroportée,
  - les systèmes de missiles de croisière et de missiles tactiques,
  - l'hypervitesse, la propulsion par statoréacteur et superstatoréacteur,
  - les systèmes de préparation de missions de missiles,
  - la fonction de guidage,
  - les performances guidage pilotage des aéronefs autopilotés,
  - la sûreté de fonctionnement,
  - les profils de vie et les environnements opérationnels,
  - les chaînes fonctionnelles des missiles.

La cohérence de ces activités lui permettait de contribuer directement à la rédaction des Spécifications Techniques de Besoins pour les appels d'offres de la DGA au profit de l'équipement des forces militaires.

## Histoire

### Commencement
Le LRBA est créé le 17 mai 1946 par la direction des études et fabrications d'armement peu après la fin de la Seconde Guerre mondiale. Ce laboratoire de recherche rassemble à l'origine 150 spécialistes allemands du missile balistique V2 que l'armée française a embauchés avec un double objectif, : d'une part permettre à la recherche et l'industrie française d'acquérir les connaissances qui lui faisaient complètement défaut dans le domaine de la propulsion par moteur-fusée, le guidage et le pilotage des fusées, d'autre part développer de nouveaux engins extrapolés à partir des réalisations allemandes. Installés avec femmes et enfants dans une cité provisoire, le Buschdorf ,, construite pour la circonstance à l'écart de la ville pour éviter tout contact avec une population hostile, plus d'une centaine de spécialistes allemands travaillent avec un encadrement français très léger d'abord sur une super fusée V2 puis, après abandon de ce projet, sur le missile anti-aérien Parca (it) destiné à contrer la menace des bombardiers soviétiques à long rayon d'action. Les installations, dans un premier temps rudimentaires, sont construites sur un terrain militaire comprenant un champ de tir et des usines de munitions Brandt nationalisés le 1er janvier 1937 sous le nom d'Atelier de chargement de Vernon (AVN). Parmi ces spécialistes figurent Karl-Heinz Bringer, inventeur du moteur Viking des fusées Ariane, Helmut Habermann spécialiste des paliers magnétiques, Wolfgang Pilz spécialiste de la propulsion, et Otto Müller spécialiste du guidage. Au début des années 1950, des essais d'amélioration de combustibles destinés à la future fusée Véronique y sont effectués dans les tuyères d'expérimentation, amenant quelquefois à des incidents dus à l’explosion accidentelle de combustible, menant à un incendie partiel dans la forêt proche du site.

### Développement du lanceur Diamant
C'est en 1960 que se fait sentir le besoin d'un banc d'essai pour propulseurs à liquides à forte poussée, jusqu'à 100 tonnes, alors que les installations de l'époque ne permettent pas l'expérimentation au-delà de 30 tonnes de poussée. De novembre 1960 à août 1961, les études et projets aboutissent à la passation de marchés. Le gros œuvre et la mise en place de la tour d'essai s'achèvent en mai 1962, suivis des travaux d'aménagements jusqu'en février 1963. Enfin, c'est le 9 mars 1963 que sont inaugurées les installations avec l'expérimentation du moteur du premier étage de la fusée Diamant. Pour la petite histoire, c'est le général d'armée Gaston Lavaud, délégué ministériel pour l'Armement, qui appuya sur le bouton déclenchant la séquence automatisée de mise à feu durant laquelle le moteur délivra sa pleine puissance de 28 tonnes de poussée durant 90 secondes.

### Fusion et abandon du site
Le LRBA a contribué à l'aventure spatiale française et au programme nucléaire militaire de la France. Il a notamment largement participé au succès du lancement de la fusée Diamant le 26 novembre 1965 faisant de la France la troisième puissance spatiale mondiale. Les activités industrielles relatives à la propulsion fusée du LRBA ont donné naissance en 1971 à la SEP Vernon devenue Snecma puis intégrée au groupe Safran, les activités recherches dans le domaine du guidage et de la navigation restant dans le giron du ministère des Armées. Les activités industrielles relatives aux paliers magnétiques du LRBA ont donné naissance en 1976 à la Société de mécanique magnétique (S2M) à Vernon devenue SKF Magnetics en 2007. Cet établissement fit partie de la délégation générale pour l'Armement. Les études menées sur le projet Galileo, le GPS, les missiles tactiques et balistiques, les systèmes de navigation, etc. sont transférées au centre DGA Maîtrise de l'information à Bruz en 2012. Le LRBA ferme ses portes en 2013.